# Kuny (województwo dolnośląskie)
Kuny – osada w Polsce położona w województwie dolnośląskim, w powiecie oławskim, w gminie Domaniów.
W latach 1975–1998 miejscowość administracyjnie należała do województwa wrocławskiego.